# سیارک ۳۲۹۳
سیارک ۳۲۹۳ (به انگلیسی: 3293 Rontaylor، نامگذاری:4650P-L) سه هزار و دویست و نود و سومین سیارک کشف شده‌است که در ۲۴ سپتامبر ۱۹۶۰ کشف شد.
قدر مطلق سیارک برابر ۱۳٫۴۰ است.